# Bulbophyllum perforans
Bulbophyllum perforans là một loài phong lan thuộc chi Bulbophyllum.